# Das Traumhaus
Das Traumhaus ist ein deutscher Kinofilm des Regisseurs Ulrich Schamoni aus dem Jahr 1979.

## Inhalt
Julius, Esther, Jakobine und Käthe, alle im Alter von ungefähr 20 Jahren, finden eine heruntergekommene alte Villa in Berlin-Grunewald und führen eine friedliche Wohngemeinschaft. Hier wollen sie ihren Traum vom sich selbstversorgenden, alternativen Leben verwirklichen, im Villengarten werden Nutzpflanzen angebaut und eine ökologische Tierhaltung wird betrieben, doch ihr Traum gerät ins Wanken, als die Immobilie ein Spekulationsobjekt der Großbauunternehmerin Sybille wird, die es abreißen lassen will. Doch der Ingenieur Conrad Kolberg, der, wie sich später herausstellt, der leibliche Vater von Jakobine ist, startet die Rettung des Kleinods aus persönlichem Optimismus und aus Gerechtigkeitssinn.
Er legt den Keller trocken und führt die ersten Bausicherungsmaßnahmen durch, um die durch die Bauunternehmerin ausgesprochene Kündigung wegen Baufälligkeit unwirksam werden zu lassen. Sie hingegen lässt den Keller fluten und das morsche Dach zerstören, um die Bewohner zu zermürben und um den baldigen Abriss zu forcieren. Eine vor 15 Jahren gewesene Affäre zwischen Kolberg und Sybille macht das ganze Unternehmen zu einem persönlichen Rachefeldzug, den Sybille jedoch aufgibt, nachdem Kolberg ihr mit Medienpräsenz gedroht hatte. Er organisiert die systematischen Instand- und Modernisierungsarbeiten. Das Haus erhält ein neues Dach mit Sonnenkollektoren, das Fundament und das Mauerwerk werden abgedichtet, eine Wärmedämmung wird installiert, und somit könnten die WG-Bewohner ein ökologisch vorbildliches Niedrigenergiehaus bewohnen, aber im Übereifer werden der Nutzgarten und die Tierhaltung entfernt, und der bis dato als Biotop genutzte Swimmingpool wird saniert und als solcher wieder in Betrieb genommen.
Während die WG-Bewohner auf eine spießig planierte Gartenanlage starren, präsentiert Kolberg bei der Einweihungsparty triumphierend die komplett sanierte Villa. Das Haus kann nicht mehr abgerissen werden, ist aber auch gleichzeitig als Traum verloren. Das Traumhaus ist zu einer typischen Vorortvilla für die Wohlhabenden geworden. Die alternative Gruppe sucht sich eine neue Bleibe auf dem Land. Die Ironie der Komödie ist, dass die Gruppe nun erfahren muss, dass sie sich neben einem Kernkraftwerk angesiedelt hat. Die von Kolberg gut gemeinte Tat weckt in Sybille, die kurz zuvor eine eiskalte, pessimistische Geschäftsfrau war, einen gesunden Optimismus und eine natürliche Menschlichkeit.

## Kritik
„Vier junge Leute sehen ihre idyllisch-alternative Lebensweise in einer alten Berliner Villa durch eine Baulöwin bedroht. Ein Ingenieur eilt ihnen zu Hilfe, indem er das Haus renoviert, wobei freilich die Idylle verloren geht. Die jungen Leute weichen aufs Land aus. Ein inszenatorisch zwar nicht durchgehend gelungener, insgesamt aber witzig-unterhaltsamer Versuch, zwei deutsche Zeitthemen der späten 70er Jahre – das alternative Leben und die Bauspekulation – miteinander zu verknüpfen.“ – Lexikon des internationalen Films

## Trivia
Das Haus Furtwänglerstraße 19 befindet sich in Berlin-Grunewald. Ulrich Schamoni hatte es von den Erlösen seines Films Es gekauft und auch selber bewohnt. 1973 war bereits Chapeau Claque in diesem Haus gedreht worden.